# Цанко Стойков
Цанко Иванов Стойков е български офицер, генерал-лейтенант.

## Биография
Роден е на 5 януари 1963 г. в Казанлък. През 1982 г. завършва Английска езикова гимназия „Георги Кирков“ (Езикова гимназия „Пловдив“) в Пловдив. През 1987 г. завършва ВНВУ „Георги Бенковски“ в Долна Митрополия. В периода 1990 – 1994 г. е командир на звено в под. 28 000 Граф Игнатиево. От 1995 до 2000 г. е командир на ескадрила в същото поделение. През 1999 г. завършва Военната академия в София. От 2000 г. е заместник-командир на летателната подготовка на трета авиобаза, а от 2002 до 2005 г. е заместник-командир по бойната подготовка на базата. През 2004 г. завършва Военновъздушния колеж „Максуел“ в САЩ. Между 2005 и 2009 г. е началник-щаб на трета авиобаза. На 1 юли 2009 г. е назначен на длъжността командир на 3-та изтребителна авиационна база и удостоен с висше офицерско звание бригаден генерал. На 17 октомври 2012 г. е освободен от длъжността командир на 3-та изтребителна авиационна база и назначен на длъжността командир на 3-та авиационна база, считано от 1 декември 2012 г. На 28 април 2014 г. бригаден генерал Цанко Стойков е освободен от длъжността командир на 3-та авиационна база.
В периода 2014 – 2016 г. е аташе по отбраната в САЩ. С указ № 295 от 30 август 2016 г. е назначен за на длъжността командир на Военновъздушните сили и удостоен с висше офицерско звание генерал-майор, като предсрочно е отзован от дипломацията, и повишен, след кандидатиране за Президент на предходния командир. На 28 септември 2020 г. е освободен от длъжността командир на Военновъздушните сили на България, назначен за заместник-началник на отбраната и удостоен с висше военно звание генерал-лейтенант. От 5 януари 2025 г. е освободен от длъжността и от военна служба.
Лети на самолети като L-29, L-39, МиГ-15, МиГ-17, МиГ-21, МиГ-29

## Военни звания
- Лейтенант (1987)
- Старши лейтенант (1990)
- Капитан (1994)
- Майор (1999)
- Подполковник (2000)
- Полковник (2005)
- Бригаден генерал (1 юли 2009)
- Генерал-майор (30 август 2016)
- Генерал-лейтенант (28 септември 2020)